# 3282 Spencer Jones
3282 Spencer Jones este un asteroid din centura principală, descoperit pe 19 februarie 1949, de Goethe Link Obs..